# 羅巴赫河 (伊勒河支流)
47°50′25″N 10°11′31″E / 47.84028°N 10.19194°E

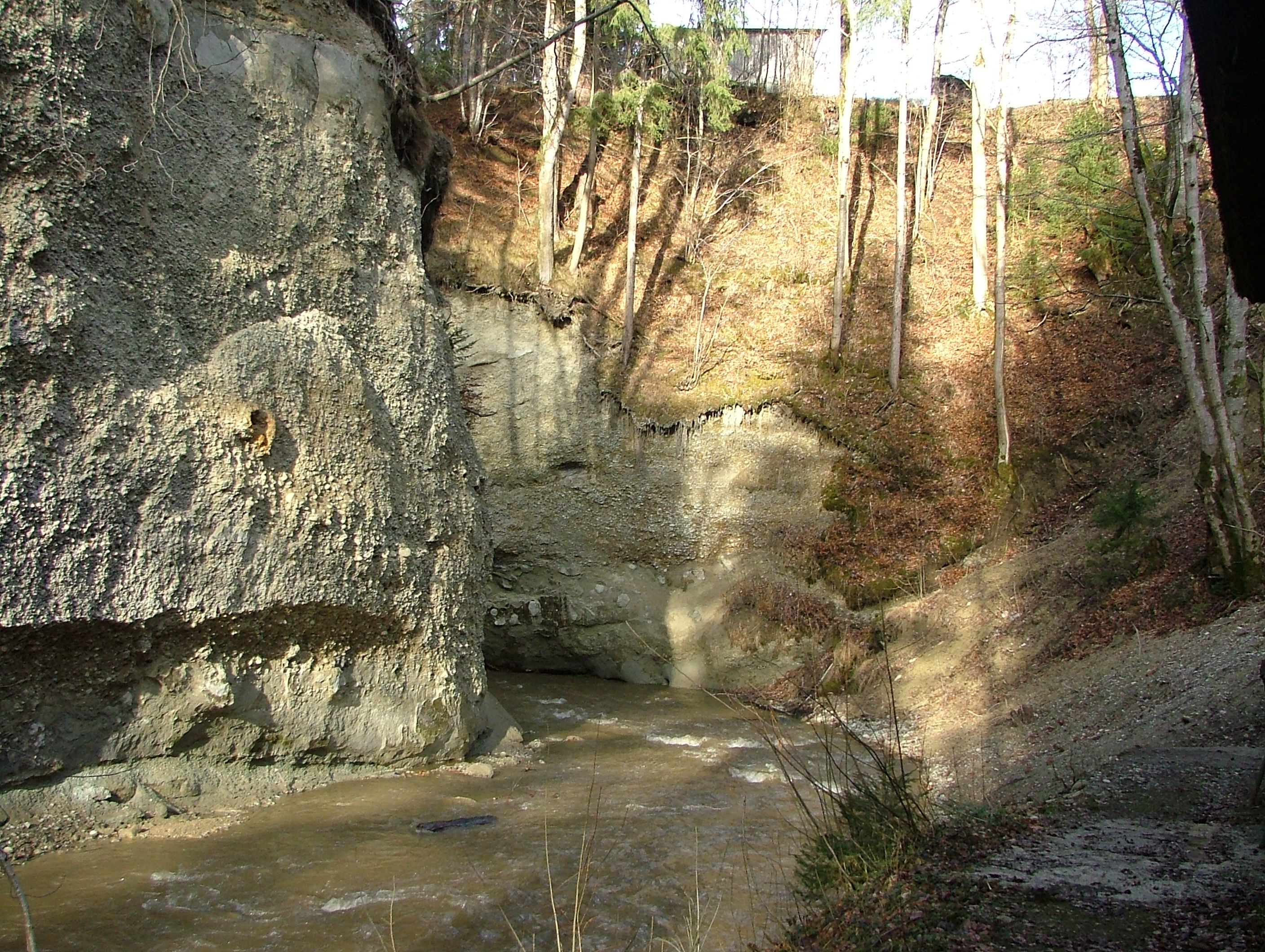

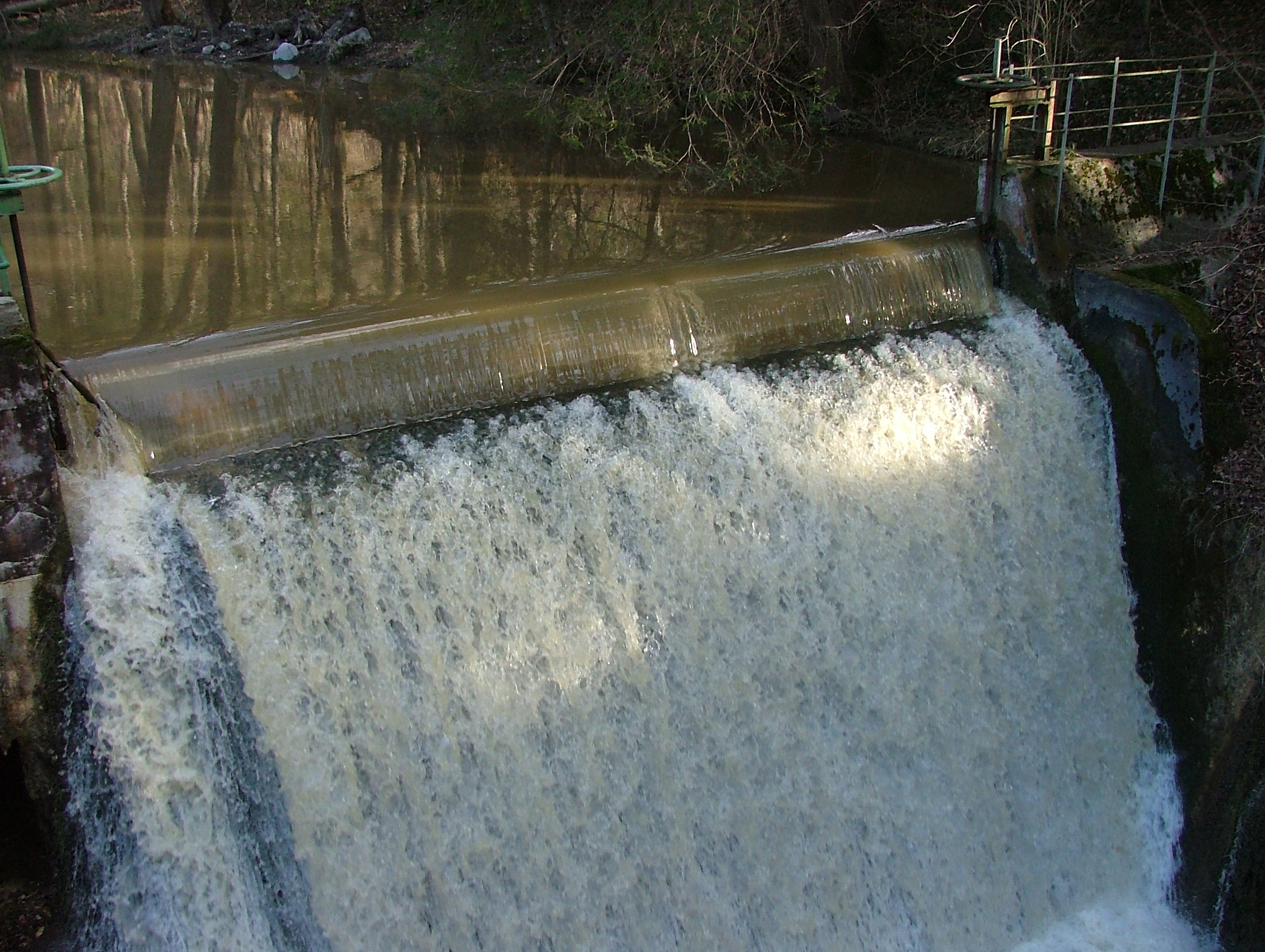

羅巴赫河是德國的河流，位於該國東南部，由巴伐利亞負責管轄，屬於伊勒河的左支流，河道全長15.8公里，發源自維根斯巴赫，河口處在萊高。